# Erigone strandi
Erigone strandi là một loài nhện trong họ Linyphiidae.
Loài này thuộc chi Erigone. Erigone strandi được Gábor von Kolosváry miêu tả năm 1934.